# Clubiona subborealis
Clubiona subborealis là một loài nhện trong họ Clubionidae.
Loài này thuộc chi Clubiona. Clubiona subborealis được miêu tả năm 1992 bởi Mikhailov.